# Медаль Оскара Клейна
Лекция и медаль Оскара Клейна (англ. Oskar Klein Memorial Lecture and Medal) — награда в области теоретической физики, присуждаемая совместно Стокгольмским университетом и Шведской королевской академией наук. Названа в честь Оскара Клейна. Вручается ежегодно с 1988 года. Церемония награждения, включающая лекцию лауреата, проходит в Стокгольмском университете.
Лауреаты:
- 1988: Янг Чжэньнин
- 1989: Стивен Вайнберг
- 1990: Ханс Бете
- 1991: Алан Гут
- 1992: Джон Уилер
- 1993: Ли Чжэндао
- 1995: Натан Зайберг
- 1996: Александр Поляков
- 1997: Джим Пиблс
- 1998: Эдвард Виттен
- 1999: Герард Хофт
- 2000: Дэвид Гросс
- 2001: Андрей Линде
- 2002: Мартин Рис
- 2003: Стивен Хокинг
- 2004: Пьер Рамон[англ.]
- 2005: Йоитиро Намбу
- 2006: Вячеслав Муханов
- 2007: Габриэле Венециано
- 2008: Хелен Квинн
- 2009: Питер Хиггс
- 2010: Алексей Старобинский
- 2011: Джозеф Силк
- 2012: Хуан Малдасена
- 2013: Фрэнк Вильчек
- 2014: Эндрю Строминджер
- 2015: Рашид Сюняев
- 2016: Кип Торн
- 2017: Шелдон Глэшоу
- 2018: Леонард Сасскинд
- 2019: Лиза Рэндалл
- 2020: Рой Керр

По состоянию на 2019 год медали были удостоены 12 лауреатов Нобелевской премии. В 1994 году награждения не было, вместо лекции состоялся симпозиум, посвящённый столетию со дня рождения Оскара Клейна, на симпозиуме с докладами выступили Абрахам Пайс, Майкл Дафф, Ульф Даниельссон, Людвиг Фаддеев, Стэнли Дезер, Джорджо Паризи, Инга Фишер-Яльмарс, Монс Хеннингсон (Måns Henningson), Дэвид Гросс, Валентин Телегди, Герард ’т Хоофт, Франсуа Энглер, Нил Турок, Пьер Рамон.